# August Sträter
August Sträter (* 13. Juni 1810 in Rheine; † 13. Februar 1897 in Aachen) war ein deutscher Mediziner, Politiker und Kunstsammler.

## Leben und Wirken
Der Sohn eines Tuchgroßhändlers studierte Medizin in Bonn und Heidelberg. 1832 promovierte er in Würzburg. Während seines Studiums wurde er 1828 Mitglied der Burschenschaft Germania Bonn und sah sich auf Grund seiner Aktivitäten für diese Organisation, welche durch die Karlsbader Beschlüsse offiziell verboten worden war, politischen und juristischen Verfolgungen ausgesetzt. Daraufhin flüchtete er 1832 ins Ausland und setzte sein Medizinstudium an Kliniken in Paris, Wien, London und Amsterdam fort. 1833 erlangte er seine Approbation in Wien. Nachdem ihn die deutsche Justiz begnadigt hatte, ließ sich Sträter 1838 in Aachen als praktischer Arzt und Badearzt nieder und übte diese Tätigkeit bis zu seinem Tode aus. Zusätzlich war er viele Jahre lang als Armenarzt im Pfarrbezirk von St. Foillan und in der städtischen Altersversorgungsanstalt, dem Josephinischem Institut in der Pontstraße tätig.
Bereits 1840 gehörte Sträter zu den Mitbegründern des „Ärztlichen Lesevereins“ in Aachen, welcher als medizinische Fortbildungsinstitution den regelmäßigen Erfahrungsaustausch unter den Ärzten anstrebte. Auf der Gründungsversammlung wurde Sträter zum ersten Sekretär und Bibliothekar gewählt. Darüber hinaus engagierte sich Sträter auch auf politischer Ebene und trat der Zentrumspartei bei, für die er fast zwei Jahrzehntelang im Aachener Stadtrat saß.

## Kupferstichsammlung Sträter
Geprägt durch seine Familie, die über eine Amsterdamer Filiale bereits eine Sammlung von Gemälden und Stichen aus dem 17. Jahrhundert erworben hatte, entwickelte sich während seiner Studienzeit bei August Sträter auch das Interesse für die bildende Kunst und er unternahm 1829 und 1831 Studienreisen zu bedeutenden Kunstzentren in Italien. Nachdem er sich in Aachen niedergelassen hatte, begann er mit der Sammlung von Kupferstichen und Radierungen zunächst der niederländischen Künstler des 17. Jahrhunderts, aber auch der deutschen, italienischen und französischen Kupferstecher. Aus Sammlungen und Auktionen beispielsweise von Verstolk van Soelen, Jan Six, Firmin Didot, Friedrich Heimsoeth und Francis Seymour Haden erstand Sträter in den folgenden Jahren eine bedeutende Privatsammlung, die unter anderem einen großen Teil der Werke von Rembrandt, Jacob Isaacksz. van Ruisdael, Paulus Potter, Anthonie Waterloo, Lucas van Leyden, Claude Lorrain, Albrecht Dürer enthielt sowie eine vollständige Sammlung meist gut erhaltener früher Drucke unter anderem von Adriaen van Ostade, Jan Both und Allart van Everdingen.
Sträter stellte seine Sammlung nicht öffentlich aus, sondern zeigte sie lieber gleichgesinnten Kunstfreunden, darunter im Besonderen Barthold Suermondt und Karl Eduard von Liphart, die er durch sein fundiertes Wissen in Staunen zu setzen pflegte. Er galt als einer der letzten Besitzer einer derartigen privaten Kupferstichsammlung, welche dann von seinen Erben im Rahmen einer Sonderauktion im Jahre 1898 veräußert wurde.

## Familie
August Sträter war verheiratet mit Bertha, geborene Forckenbeck (1827–1891), einer Schwester des Kameralisten und Gründers des Internationalen Zeitungsmuseums, Oscar von Forckenbeck und Cousine des Berliner Oberbürgermeisters Max von Forckenbeck. Gemeinsam hatten sie sechs Kinder, darunter August Sträter junior (1864–1927), welcher eine Ausbildung zum Facharzt für Orthopädie und Röntgendiagnostik durchlaufen hatte und von 1903 bis 1927 das Röntgeninstitut am Aachener Luisenhospital leitete. Dessen Tochter Martha (1900–1985) war als Bildhauerin und Keramikerin tätig und heiratete später den Bildhauer Hein Minkenberg.
August Sträter war zudem, der Großonkel des Aachener Weihbischofs Hermann Joseph Sträter, des Düsseldorfer Verwaltungsjuristen Eduard Sträter und des Aachener Landrates Hermann Sträter. August Sträter fand seine letzte Ruhestätte in der Familiengruft auf dem Aachener Ostfriedhof.

## Werke (Auswahl)
- De quelle manière prenait-on les bains du temps de Charles-Quint à Aix-la-Chapelle. Mémoire pour servir à l`histoire des eaux minérales. Mit einer lithographischen Tafel. Benrath & Vogelgesang, Aachen 1858.
- Die Heilwirkungen der Schwefelthermen zu Aachen. Eine therapeutische Skizze. Benrath & Vogelgesang, Aachen 1866